# Revue K
Revui K založil v březnu 1981 v Paříži básník a výtvarník Jiří Kolář, který tam žil v exilu přes dvě desetiletí na sklonku svého života.
Tříměsíčně vydávaná Revue K – s celkem 53 čísly – se věnovala zejména prezentaci českých a slovenských umělců, žijících v diaspoře po roce 1968 – více než stovky básníků, spisovatelů, malířů, sochařů. Také začala prodávat umělecká díla (později i internetová galerie).
Po roce 1989 asociace rozšířila činnost na vydávání a prodej sbírek poezie (Jiří Kolář, František Halas, Vladimír Holan, Radek Fridrich, Marcel Beaujard, Jean-Gaspard Páleníček, Jan Sojka...), knih o umění, katalogů výstav, monografií, fotografických alb a uměleckých tisků. také organizuje výstavy (Jiří Kolář, Jaroslav Macek, Miloš Síkora, Jaroslav Poncar, Quido Sen, Vladimír Škoda...), setkání, symposia a další akce.